# مسيحيون كرد
المسيحيون الأكراد أو  المسيحيون الكُرد (بالكردية: کوردە مەسیحیەکان) هم الأشخاص الذين ينتمون للشعب الكردي ويتبعون الديانة المسيحية. إجمالي أعداد المسيحيين الأكراد غير مؤكد ولكن تشير بعض المصادر أنه ربما تصل لعشرات الآلاف. رغم أن غالبية الأكراد تبنوا الإسلام في العصور الوسطى، إلا أن هناك أكراد تحولوا إلى المسيحية حتى بعد انتشار الإسلام. في السنوات الأخيرة.

## تاريخ

### العصور المبكرة
يعود تاريخ المسيحية في كردستان إلى العصور المبكرة. في عام 338 للميلاد، تحول حاكم كردي عُرف باسم تيرداد إلى المسيحية. وفقًا للتقليد الكنسي نجح مار سابا في تحويل بعض من «عبَّاد الشمس» (وهي إشارة على الإرجح إلى أتباع اليزيدية) من الأكراد إلى الديانة المسيحية في القرن الخامس. لا يعرف بالتحديد تاريخ دخول المسيحية إلى الإمبراطورية البارثية غير أن التقليد المسيحي يضع دخول المسيحية لبلاد ما بين النهرين إلى القرن الأول الثاني. ففي «قصة منديل الرها» بحسب رواية يوسيبيوس يرسل الملك أبجر الأسود مستشاره حنانيا في طلب يسوع بعد أن سمع بمعجزاته ويدعوه إلى المجيء إلى مملكة الرها، غير أن يسوع يعطيه صورته منقوشة على منديل ويعتذر عن المجيء ويعده بإرسال مار أدي أحد تلامذته الاثنان والسبعون والذي ينشر المسيحية بمملكته.

### العصور الوسطى
في أواخر القرن الحادي عشر وأوائل القرن الثاني عشر الميلادي، ألَّف الجنود الأكراد من المسيحيين حوالي 2.7% من الجيش الذي تواجد في قلعة مدينة شيزر. حكمت العائلة الأرمنيَّة زاکارد الأجزاء الشمالية للأراضي الأرمنية في القرن الثالث عشر، ويعود أصول الأسرة إلى أكراد متنصرين، وعملت الأسرة على تنشيط الحركة الفكرية من خلال تأسيس الأديرة الجديدة. صرح ماركو بولو، في كتابه، أن بعض الأكراد الذين سكنوا الجزء الجبلي من الموصل كانوا مسيحيين، بينما كان آخرون مُسلمين.

### القرن التاسع عشر

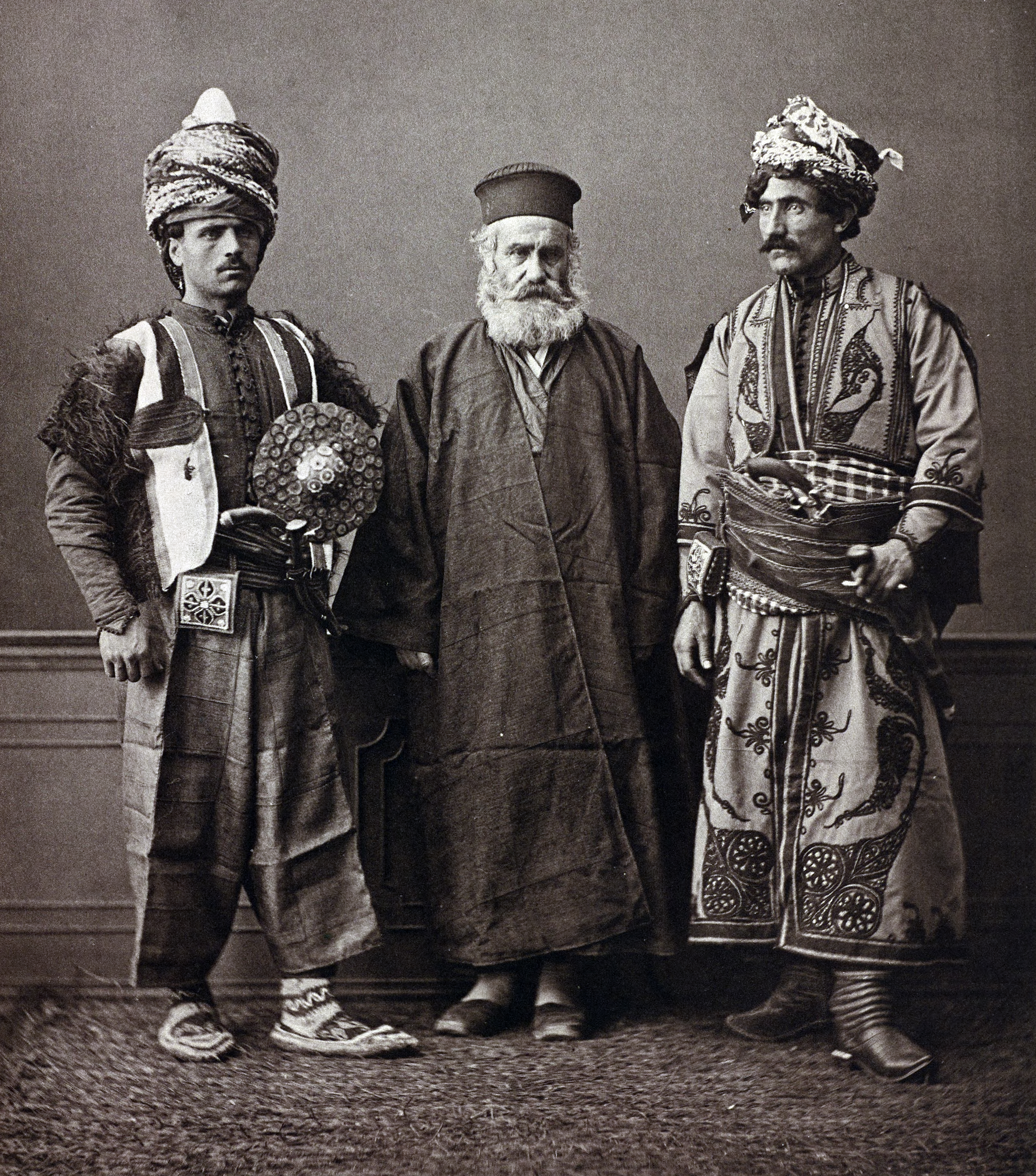
رجل دين مسيحي أرثوذكسي إلى جانب رجلين من الكرد؛ تعود الصورة إلى عام 1873.

مجموعة كبيرة من الأكراد المسيحيين كانوا من اصل ايزيدي. في القرن السابع عشر، مبشرين من الكرملية والفرانسيسكية واليسوعيون سافروا للأقاليم الايزيدية، خصوصيا هؤلاء في إقليم سنجار وسوريا. تحول بعض الأيزيديين العثمانيين إلى المسيحية بسبب مشاكل اجتماعية تتعلق بالإيزيدية. في القرن التاسع عشر، طور المبشرون البروتستانت والكاثوليك اهتمامًا باليزيديين. في الإمبراطورية العثمانية، كان ترك الإسلام جريمة، ولكن بما أن الإيزيديين لم يكونوا مسلمين، لم تكن اعتناقهم جريمة ولا كان تبشيرهم جريمة. ازدهر النشاط التبشيري المسيحي في المجتمعات الأيزيدية. في ثمانينيات القرن التاسع عشر، بدأت الحكومة العثمانية التبشير الإسلامي للإيزيديين، مدعية أنه بما أن المجتمعات الأيزيدية كانت مفتوحة للمبشرين المسيحيين، فقد تكون مفتوحة أيضًا للمبشرين الإسلاميين. في وقت لاحق، لفت المبشرون المسيحيون الانتباه العالمي إلى الإيزيديين، الذين كانوا مجتمعًا معزولًا إلى حد ما.
تحكي عدد من سجلات السفر المختلفة والتي تعود إلى القرن التاسع عشر والقرن العشرين عن عدد من القبائل المسيحية الكردية، وكذلك القبائل المُسلمة الكردية. وإن كان عدد كبير من هؤلاء زعم أن أصوله أرمنيَّة أو آشوريَّة، تاريخيًا كان غالبيَّة الأكراد الذين اعتنقوا المسيحية من أتباع كنيسة المشرق. أفاد باحثون من الجمعية الجغرافية الملكية في عام 1884، حول قبيلة كردية في سيواس والتي احتفظت على بعض الشعائر المسيحية والتي تم تحديدها في بعض الأحيان على أنها مسيحية. ومن الممكن أيضًا أن العديد من المسيحيين الأكراد قد اندمج عرقيًّا ولغويًّا وثقافيًّا مع المسيحيين الناطقين باللغات السامية في بلاد ما بين النهرين، وخاصًة بعد التوسعات الإسلامية في الشرق الأوسط. كما وتم العثور على عدد من الصلوات المسيحية باللغة الكردية والتي تعود إلى القرون السابقة.
تشير بعض الدراسات إلى أن بداية تحول العدد الأكبر من الأكراد للمسيحية يعود إلى وقت متأخر من منتصف سنوات 1800. بدأت البعثات اللوثرية القادمة من الولايات المتحدة وألمانيا في أوائل القرن القرن العشرين، في الخدمة الدينيَّة والتبشير بين أكراد بلاد فارس. وأنشأت جماعة كردية مسيحية ودار للأيتام بين عامي 1911 و1916. تذكر إيزابيلا بيرد نجاح المبشرين الأميركيين في أورميا بتحويل مجموعات صغيرة من الأكراد في عام 1891.

### العصور الحديثة
في السنوات الأخيرة تحولت أعداد من الأكراد المسلمين في تركيا والعراق وإيران إلى الديانة المسيحية. بعد حرب الخليج في عام 1991 عرضت وكالات الإغاثة المسيحية المختلفة مساعدة للاجئين الأكراد، الذين كانوا مندهشين أن المساعدة جاءت من قبل المسيحيين. ومنذ عام 1856 أصبح جزء من الكتاب المقدس متاح باللغة الكردية في اللهجة الكرمنجيًّة.
تأسست كنيسة المسيح الناطقة في اللغة الكردية في مدينة أربيل بحلول نهاية عام 2000، ولها فروع في السليمانية ودهوك. وهي أول كنيسة إنجيلية كردية في العراق. يتكون شعارها من الشمس الصفراء وسلسلة جبال. عقدت كنيسة المسيح الكرديّة مؤتمرها الأول لمدة ثلاثة أيام في عينكاوة شمال اربيل في عام 2005 بمشاركة 300 شخص من مسلمين كُرد تحولوا للمسيحية. وفقًا لمصادر أخرى، تحول 500 شاب كردي مسلم إلى المسيحية منذ عام 2006 وذلك في جميع أنحاء كردستان. أنشأ عدد من الأكراد المسيحيين عام 2012 كنيسة الحياة الجديدة (بالكردية: Jîyanî Nu) في مدينة ستوكهولم. تُشير بعض أن المصادر أن أحمد البرزاني شقيق الزعيم الكردي مصطفى البارزاني قد تحول للمسيحية.
هناك أعداد كبيرة من المسيحيين من مختلف الكنائس في كردستان العراق، مثل السريان الكاثوليك والأرثوذكس، كنيسة المشرق الأشورية، الأرمن الكاثوليك، الكلدان الكاثوليك في كردستان العراق. فقد فرّت الآلاف من العائلات المسيحية بسبب العنف والتهديدات من أجزاء أخرى من العراق ووجدت ملجأ في إقليم كردستان (كردستان العراق).
كانت هناك موجة من التحول الكردي إلى المسيحية بعد تفكك الاتحاد السوفيتي. معظم الأكراد المتحولين إلى المسيحية في دول ما بعد الاتحاد السوفيتي كانوا من خلفية إيزيدية. وفي أرمينيا، اعتنق حوالي 3600 يزيدي المسيحية. تعرض المتحولون الأيزيديون إلى المسيحية لسوء المعاملة من قبل اليزيديين الآخرين. وفي عام 2023، أثارت مجموعة تبشيرية إنجيلية جدلاً بعد الصلاة في معبد إيزيدي من أجل تدمير الإيزيدية. بعد الإبادة الجماعية للإيزيديين، كانت هناك موجة من التحول الإيزيدي إلى المسيحية، خاصة من خلال المبشرين. وحثت فيان دخيل إقليم كوردستان على اتخاذ إجراءات ضد النشاط التبشيري المسيحي، ورد وليد شعيبات بأن فيان دخيل فضلت "عبادة إبليس بدلا من يسوع. والإيزيديون معروفون بكراهيتهم للمسيحية، وخاصة المبشرين". وزعمت الشخصية الأيزيدية هارمان ميرزابك أنها كانت "مثل إبادة جماعية أخرى. إنها مثل داعش ولكنها في الواقع أسوأ من داعش. لا يوجد فرق بين شخص يجبرك على التحول تحت تهديد السلاح مثل داعش وبين شخص يستخدم ظروفك السيئة للضغط عليك للتحول إلى اعتناق الإسلام".
أصبح مداي مامدي، وهو إيزيدي من جورجيا تحول إلى الكنيسة الجورجية الأرثوذكسية، أول كردي يتم ترسيمه في الكهنوت المسيحي الأرثوذكسي في فبراير 2023 من قبل أبرشية أمريكا الشمالية للكنيسة الأرثوذكسية الجورجية.
وفقًا للتعداد الوطني في كازاخستان عام 2009، هناك 203 كردي مسيحي في كازاخستان. أشارت تقارير إخباريّة في عام 2019 إلى تزايد أعداد الأكراد السوريين الذين تحولوا من الإسلام إلى المسيحية في بلدة عين العرب أو كوباني، التي حاصرها تنظيم الدولة الإسلامية لمدة شهور. ويقول هؤلاء أن تجربة الحرب والاجتياح الذي قام به تنظيم الدولة الإسلامية دفعهم لاعتناق المسيحية، وبعد أن تحولت عدة أسر من الإسلام إلى المسيحية، افتتحت أول كنيسة إنجيلية في المدينة الواقعة على الحدود السورية التركية في عام 2018. وأشارت التقارير أنه في المناطق التي تسكنها أغلبية كردية في شمال سوريا، باتت اللادينية أكثر قوة، بينما انتشرت المسيحية في عين العرب أو كوباني.